# 풀치넬라

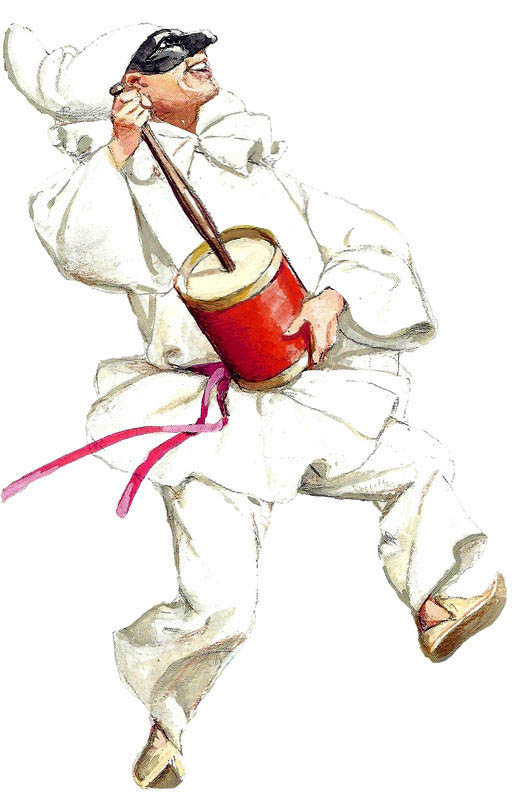

풀치넬라(이탈리아어: Pulcinella, 나폴리어: Pulecenella)는 17세기의 콤메디아 델라르테에서 기원한 고전 캐릭터이다. 나폴리 꼭두각시의 정형적 인물이 되었다.
겉모습을 보면 후만증, 구부러진 코, 가느다란 다리, 복부비만, 큰 턱, 큰 입이 보인다.

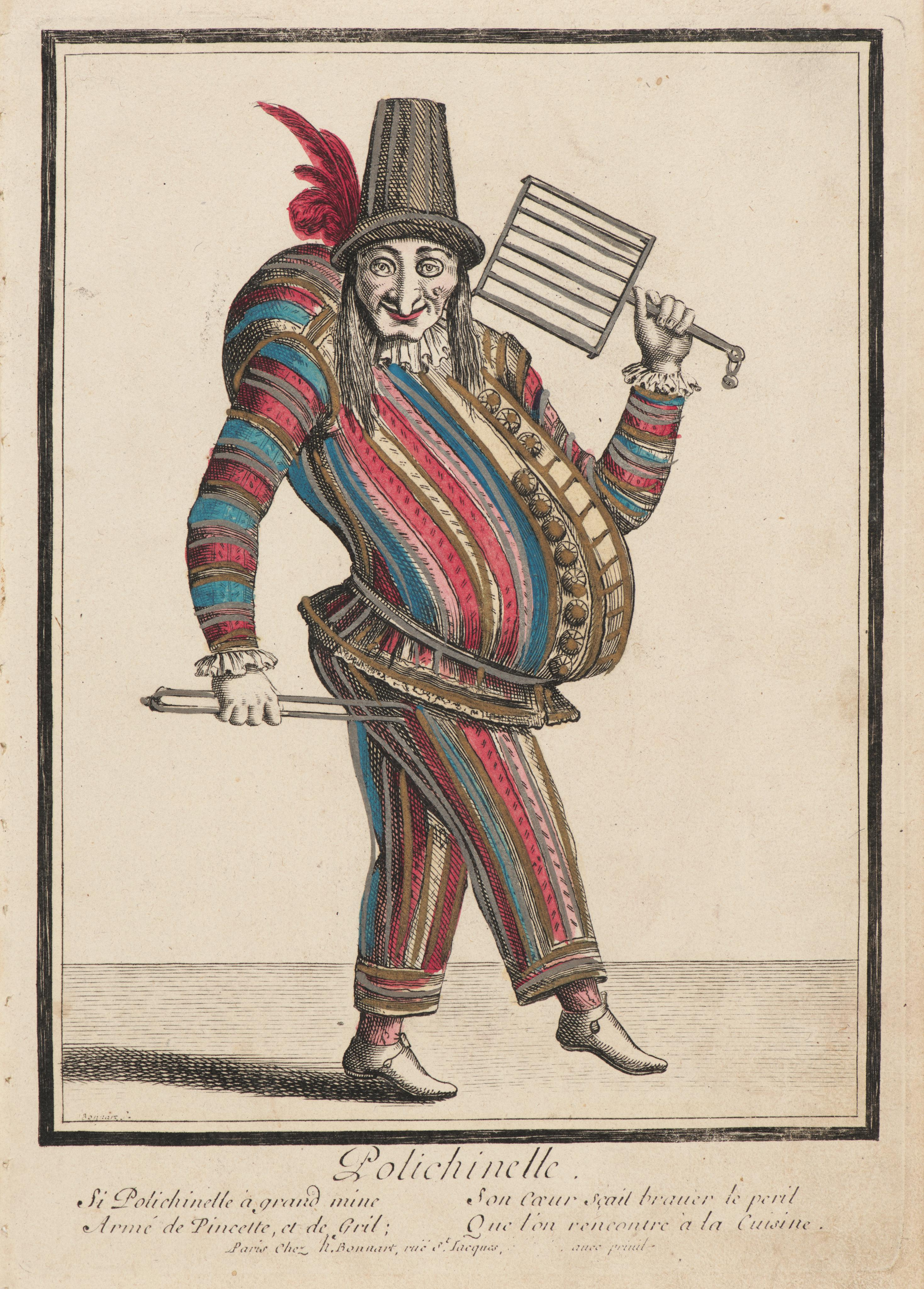
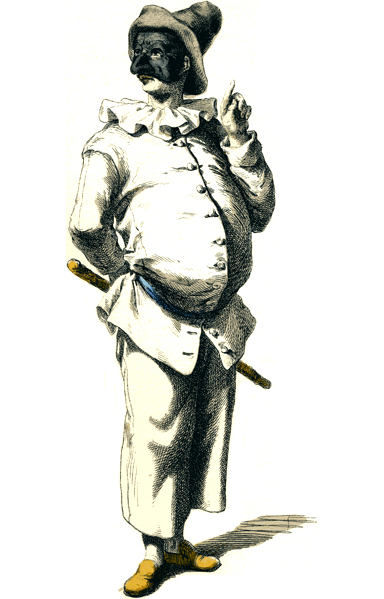
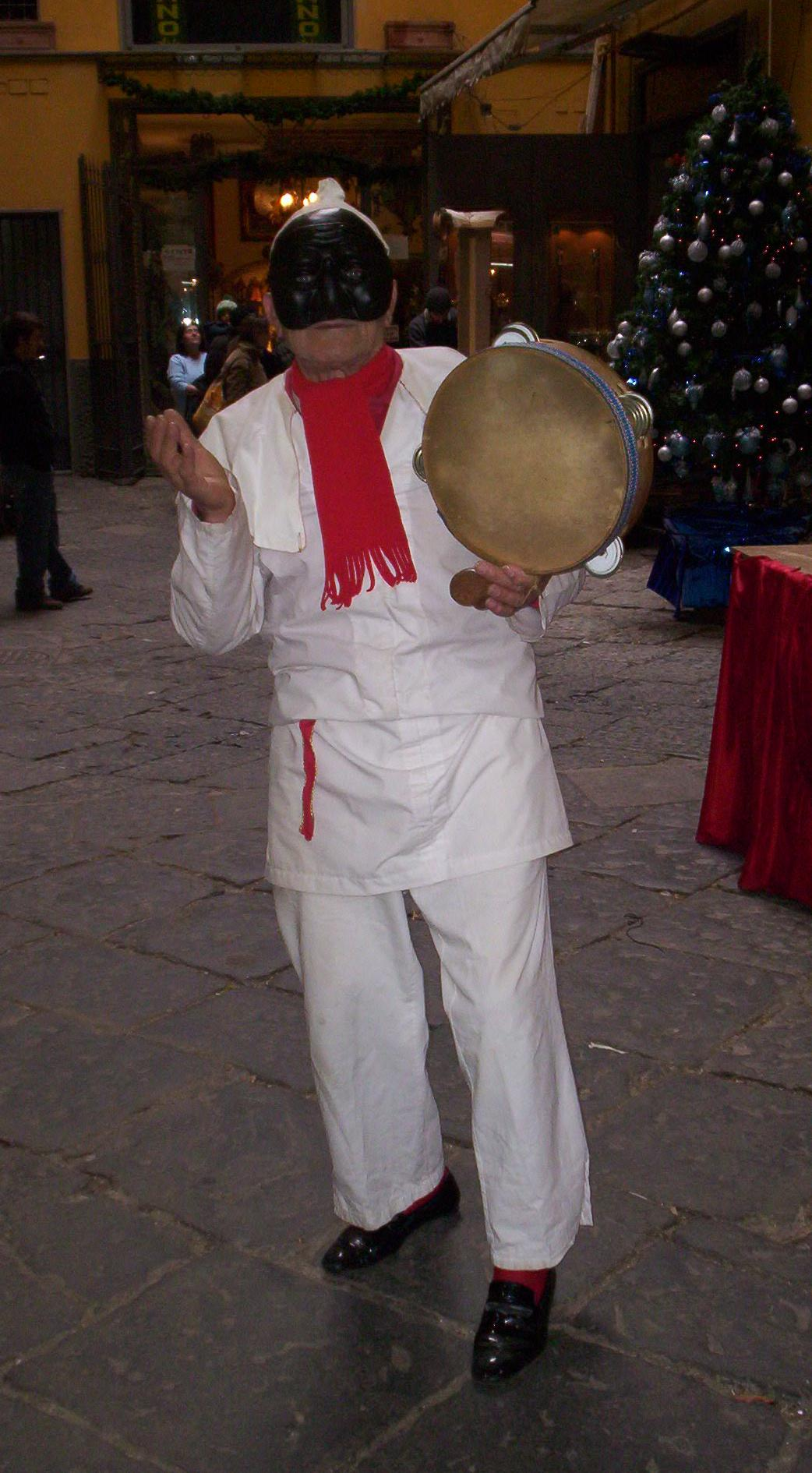